# NGC 6150
NGC 6150 (ook: NGC 6150A) is een elliptisch sterrenstelsel in het sterrenbeeld Hercules. Het hemelobject werd op 18 maart 1787 ontdekt door de Duits-Britse astronoom William Herschel.

## Synoniemen
- MCG 7-34-29
- ZWG 224.22
- PGC 58105